# Lục quân Hoàng gia Nam Tư
Lục quân Hoàng gia Nam Tư là lực lượng vũ trang của Vương quốc của người Serbia, Croatia và Slovenia và sau đó là Vương quốc Nam Tư từ lúc kiến lập quốc gia cho đến khi lực lượng này đầu hàng phe Trục vào ngày 17 tháng 4 năm 1941. Lục quân Hoàng gia Nam Tư đã chính thức tan rã vào ngày 7 tháng 3 năm 1945 khi chính phủ của vua Petar II bị bãi bỏ.
Một thời gian ngắn trước khi phe Trục xâm lược Nam Tư, quân đội đã tổ chức một cuộc đảo chính chống lại chế độ quân chủ Nam Tư Serbia vào ngày 26 tháng 3. Ngoài các vấn đề trang thiết bị không đầy đủ và việc động viên không được hoàn chỉnh, Lục quân Hoàng gia Nam Tư còn bị tổn hại do mâu thuẫn Serbi-Croatia trong nền chính trị Nam Tư. Lực lượng kháng chiến của "Nam Tư" trong cuộc xâm lược đã sụp đổ chỉ trong ngày một ngày hai, và nguyên nhân chính là do không ai trong nhóm các dân tộc lệ thuộc như Slovenia, Croatia được chuẩn bị để chiến đấu trong hệ thống quốc phòng của nước Nam Tư do Serbia lãnh đạo. Nghiêm trọng nhất là vào ngày 10 tháng 4 năm 1941, hệ thống phòng thủ của Nam Tư đã bị tổn hại nghiêm trọng khi một số đơn vị thuộc tập đoàn quân số 4 và số 7 có người Croatia đã làm binh biến, và cùng ngày hôm ấy một chính phủ mới thành lập của Croatia đã hoan nghênh quân Đức tiến vào Zagreb. Bộ tổng tham mưu Serbia đã thống nhất về vấn đề coi Nam Tư là một "Đại Serbia", và bằng cách này hay cách khác, do Serbia cai trị. Vào đêm trước của cuộc xâm lược, có 165 tướng lĩnh trong danh sách tại ngũ của Nam Tư, trong đó gần như toàn bộ (chỉ trừ 4 người) đều là người Serbi.

## Chiến dịch tháng 4 năm 1941

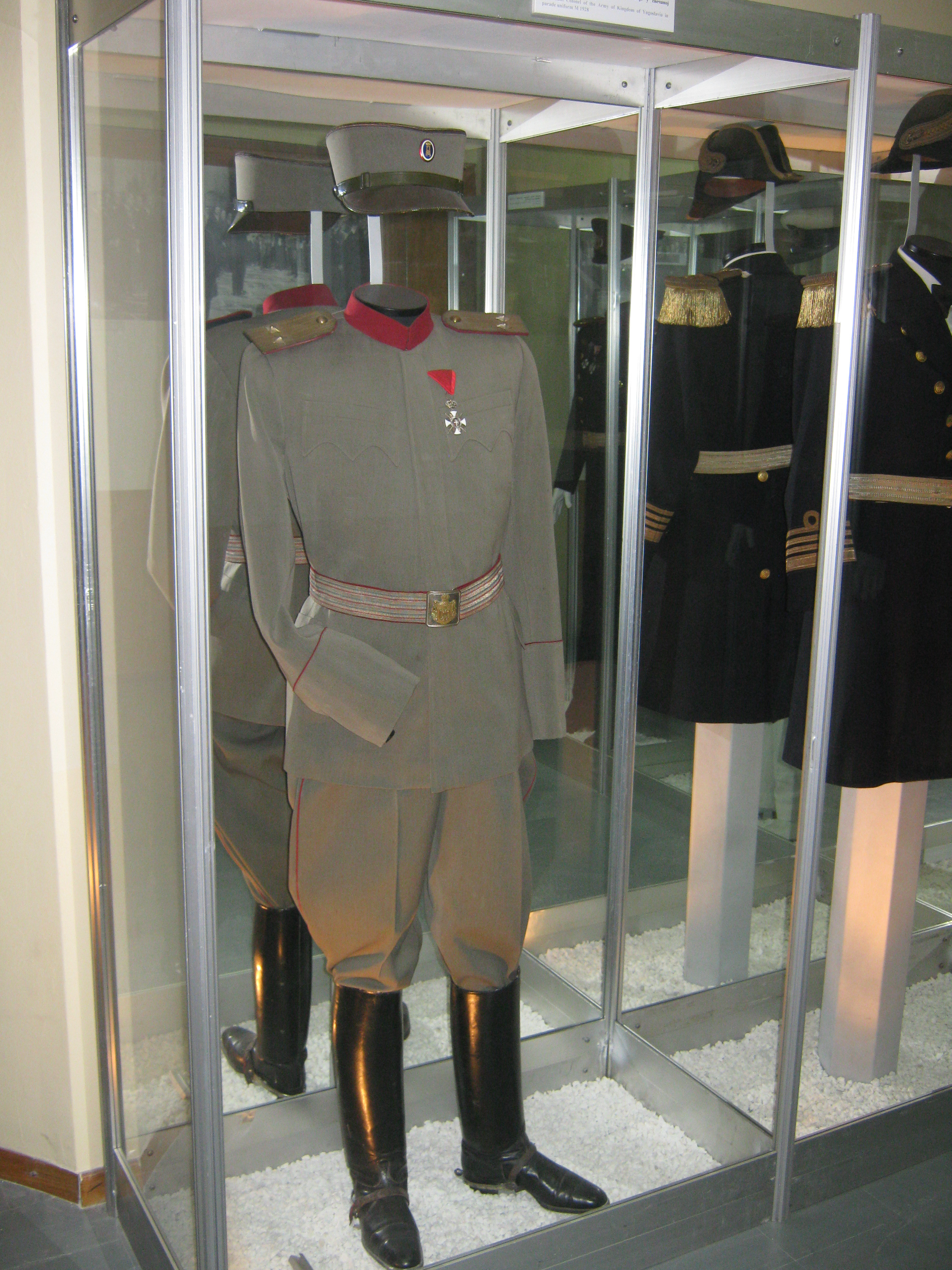
Quân phục sĩ quan Lục quân Hoàng gia Nam Tư

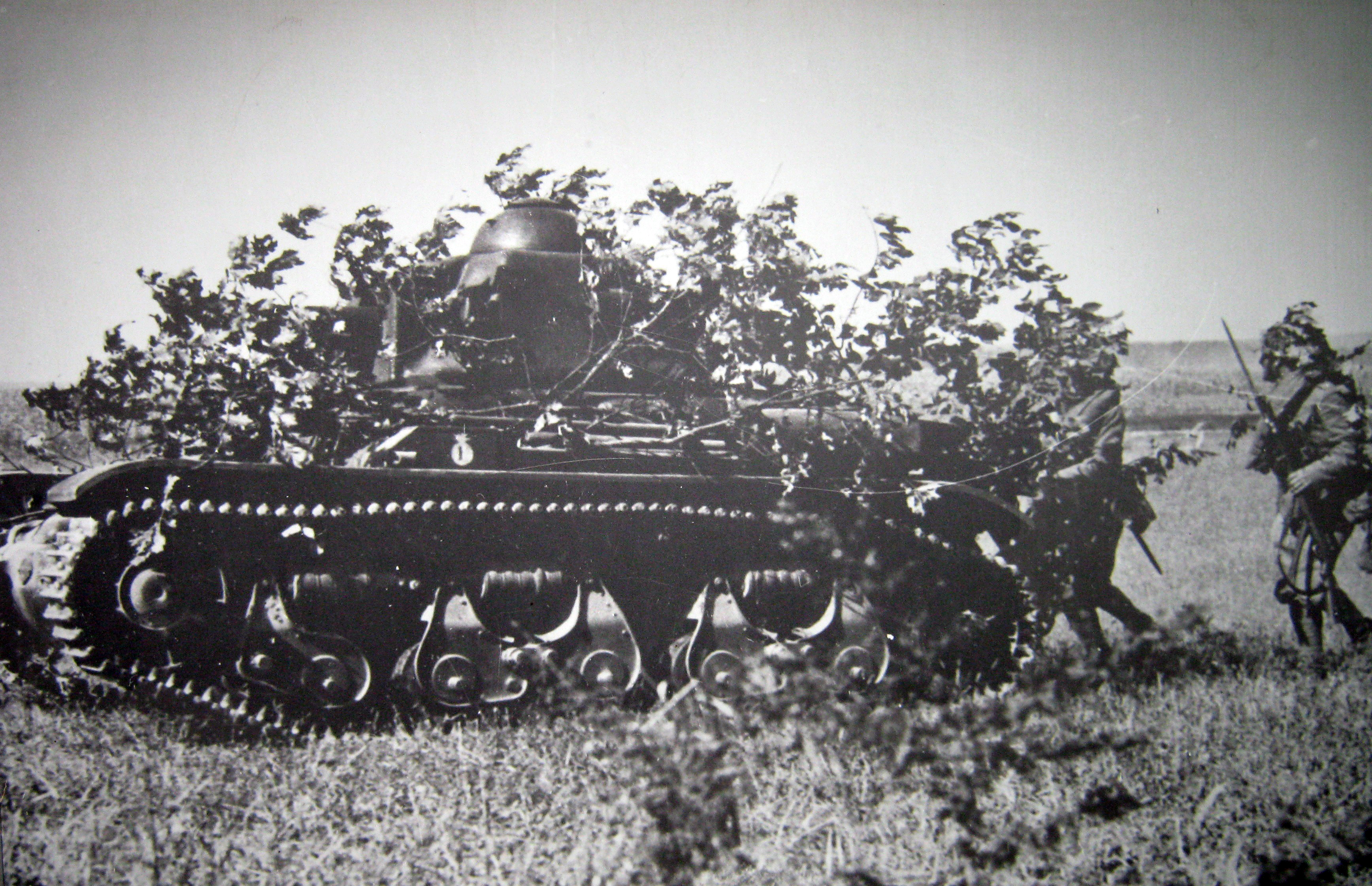
Tăng R35 trong quá trình huấn luyện diễn tập tại Torlak năm 1940

Được thành lập sau Chiến tranh thế giới thứ nhất, Lục quân Hoàng gia Nam Tư phần lớn vẫn được trang bị bằng vũ khí và vật dụng từ thời kỳ đó, mặc dù đã bắt đầu được hiện đại hóa phần nào bằng các trang bị và xe cộ của Séc. Trong khoảng 4.000 khẩu pháo, nhiều khẩu đã cũ và dùng ngựa kéo, nhưng cũng có khoảng 1.700 khẩu tương đối hiện đại, bao gồm 812 súng chống tăng 37 li và 47 li của Séc. Còn có khoảng 2.300 súng cối, trong đó có 1.600 khẩu 81 li hiện đại, cùng với 24 khẩu 220 và 305 li. Trong số 940 pháo phòng không, có 360 khẩu là loại 15 và 20 li theo mẫu của Séc và Ý. Toàn bộ những vũ khí này là đồ nhập khẩu từ nhiều nguồn khác nhau, có nghĩa chúng thường không có cơ sở sửa chữa và bảo trì thích hợp. Những đơn vị cơ giới duy nhất là 6 tiểu đoàn bộ binh cơ giới trực thuộc 3 sư đoàn kỵ binh, 6 trung đoàn pháo binh cơ giới, 2 tiểu đoàn xe tăng với 110 chiếc xe tăng loại Renault FT-17 thời Chiến tranh thế giới thứ nhất và 54 chiếc xe tăng hiện đại Renault R35 của Pháp, cộng với một đại đội xe tăng độc lập có 8 pháo tự hành chống tăng SI-D của Séc. Khoảng 1.000 xe vận tải quân sự đã được nhập khẩu từ Hoa Kỳ trong những tháng ngay trước cuộc xâm lược.
Lục quân Hoàng gia Nam Tư được tổ chức thành 3 cụm Tập đoàn quân, cùng với các đội quân phòng thủ bờ biển. Cụm Tập đoàn quân số 3 là mạnh nhất với Tập đoàn quân số 3, Tập đoàn quân Địa phương số 3, các tập đoàn quân số 5 và 6 phòng thủ vùng biên giới với Romania, Bulgaria và Albania. Cụm Tập đoàn quân số 2 gồm các tập đoàn quân số 1 và số 2, phòng thủ khu vực nằm giữa Iron Gates và sông Drava. Cụm Tập đoàn quân số 1 gồm tập đoàn quân số 4 và số 7, bao gồm chủ yếu là quân Croatia, đóng tại Croatia và Slovenia để phòng thủ biên giới với Ý, Đức (lãnh thổ Áo) và Hungary.
Khi động viên toàn diện, Lục quân Hoàng gia Nam Tư có thể huy động 28 sư đoàn bộ binh, 3 sư đoàn kỵ binh và 35 trung đoàn độc lập ra chiến trường. Một đơn vị lính dù độc lập cấp đại đội, được thành lập cuối năm 1939, nhưng chưa sẵn sàng chiến đấu. Trong các trung đoàn độc lập, có 16 được bố trí tại các công sự dọc biên giới và 19 được tổ chức thành những trung đoàn kết hợp, gọi là "Odred", có quy mô một lữ đoàn tăng viện. Mỗi Odred có từ một đến ba trung đoàn bộ binh và một đến ba tiểu đoàn pháo binh, với ba đơn vị sơn chiến (alpine). Thế nhưng cuộc tấn công của Đức đã nổ ra trong khi quân đội còn đang động viên dở dang, và chỉ có khoảng 11 sư đoàn là đã ở đúng vị trí phòng thủ dự kiến của mình tại thời điểm bắt đầu cuộc chiến. Người Nam Tư đã trì hoãn việc tổng động viên cho đến ngày 3 tháng 4 để tránh làm mất lòng Hitler. Các đơn vị này có chỉ khoảng 70 đến 90 phần trăm sức mạnh thực tế do việc động viên đã không được hoàn thành. Lực lượng Lục quân Hoàng gia Nam Tư có vào khoảng 1.200.000 quân khi cuộc xâm lược của Đức được tiến hành.
Sức mạnh của mỗi Tập đoàn quân ước tính hơi nhỉnh hơn so với một Quân đoàn, với 3 Tập đoàn quân gồm các đơn vị được triển khai như sau: Quân đoàn 3 của Tập đoàn quân 3 gồm 4 sư đoàn bộ binh và một odred kỵ binh; Tập đoàn quân Địa phương số 3 với 3 sư đoàn bộ binh và một trung đoàn pháo cơ giới độc lập; Quân đoàn 5 với 4 sư đoàn bộ binh, 1 sư đoàn kỵ binh, 2 odred và một trung đoàn pháo cơ giới độc lập và Quân đoàn 6 với 3 sư đoàn bộ binh, lữ đoàn Cận vệ Hoàng gia 2 (odred) và 3 odred bộ binh. Quân đoàn 1 của Tập đoàn quân 2 có 1 sư đoàn bộ binh và 1 sư đoàn kỵ binh, 3 odred và 6 trung đoàn biên phòng; Quân đoàn 2 có 3 sư đoàn bộ binh và 1 trung đoàn biên phòng. Cuối cùng, Tập đoàn quân 1 bao gồm Quân đoàn 4 với 3 sư đoàn bộ binh và một odred, trong khi Quân đoàn 7 có 2 sư đoàn bộ binh, 1 sư đoàn kỵ binh, 3 trung đoàn sơn cước, 2 odred bộ binh và 9 trung đoàn biên phòng. Bộ Tư lệnh Tối cao Chiến lược Dự bị ở Bosnia bao gồm 4 sư đoàn bộ binh, 4 trung đoàn bộ binh độc lập, 1 tiểu đoàn xe tăng, 2 tiểu đoàn công binh cơ giới, 2 trung đoàn pháo binh hạng nặng cơ giới, 15 tiểu đoàn pháo binh độc lập và 2 tiểu đoàn pháo phòng không độc lập. Lực lượng Tuần duyên Nam Tư trên biển Adriatic đối diện Zadar gồm có 1 sư đoàn bộ binh và 2 odred, bổ sung thêm lữ đoàn pháo đài và các đơn vị phòng không tại Šibenik và Kotor.
Cuộc xâm lược kết thúc khi hiệp định đình chiến được ký ngày 17 tháng 4 năm 1941, dựa trên việc Lục quân Hoàng gia Nam Tư đầu hàng vô điều kiện, và có hiệu lực từ trưa ngày 18 tháng 4. Nam Tư sau đó đã bị các quốc gia phe Trục gồm Đức, Ý, Hungary chiếm đóng và chia cắt. Sau đó, một đơn vị mang tên "Tiểu đoàn 1, Vệ binh Hoàng gia Nam Tư" được thành lập ở Alexandria, Ai Cập. Đơn vị này đã tiến hành các hoạt động quân sự ở Bắc Phi với Sư đoàn Ấn Độ số 4 nhưng về sau phải giải tán tại Ý vào năm 1944 vì quân số bị thu nhỏ lại và những khó khăn do đấu đá nội bộ giữa phe bảo hoàng và phe ủng hộ Josip Broz Tito. Trong thời kỳ từ năm 1943 đến 1944, 27 người của "Phân đội (Nam Tư) số 7" trong Toán Biệt kích số 10 (giữa các Đồng minh), một đơn vị lực lượng đặc biệt dưới sự chỉ huy của người Anh. Toàn bộ Lực lượng vũ trang Hoàng gia Nam Tư đã chính thức bị giải tán vào ngày 7 tháng 3 năm 1945 khi chính phủ của vua Petar II đã bị bãi bỏ tại Nam Tư.

## Quân kỳ

Cờ hiệu quân hàm Voivoda (Thống tướng).[10][11]
Cờ hiệu quân hàm Tư lệnh Lục quân.[12]
Cờ hiệu quân hàm Sư đoàn trưởng.[12]
Cờ hiệu quân hàm Lữ đoàn trưởng.[12]